# Detall de l'antic forn del vidre de Cal Flo
El detall de l'antic forn del vidre de Cal Flo és una obra de Vallbona d'Anoia (Anoia) inclosa a l'Inventari del Patrimoni Arquitectònic de Catalunya.

## Descripció
Detall de l'antic forn de vidre de Cal Fló. Es troba en un edifici posterior que pel que veiem ha aprofitat la base d'aquesta antiga construcció.
Hi veiem, incís, un porró (alguns diuen que es un setrill) amb la data: 1671.

## Història
Sembla que aquest element amb data és posterior a la real existència del forn del vidre, doncs, mossèn Hoan Avinyó, ens parla de la família Badorc i d'un document que fa un pare al posar al seu fill d'aprenent de vidrier el 4 setembre de 1546. l'últim document que mossèn Avinyó trobà es datat el 7 d'agost de 1774. La indústria més antiga del vidre, dels Bador està documentada a ca l'Alerd.